# Brockmann (Familienname)
Brockmann ist ein deutscher Familienname, der überwiegend in Norddeutschland auftritt und als Wohnstättenname ursprünglich jemanden bezeichnete, der an einem Bruch lebte, abgeleitet von dem mittelniederdeutschen Wort brôk für Bruch, Sumpf-, Moorland; niedriges, nasses Uferland.

## Namensträger

### A
- Alexander Ludwig Brockmann (1803–1866), deutscher Porträt- und Landschaftsmaler in Suriname
- Andreas Brockmann (* 1967), deutscher Eishockeyspieler
- Anke Brockmann (* 1988), deutsche Hockeyspielerin
- Axel Brockmann (* 1964), deutscher Polizist, Landespolizeipräsident in Niedersachsen

### B
- Bernhard Brockmann (1931–2018), deutscher Jurist und Regionalhistoriker

### C
- Carl Brockmann (1887–1958), deutscher Leichtathlet
- Christian Brockmann (* 1960), deutscher Altphilologe
- Christoph Brockmann (1878–1962), deutscher Diatomeen-Forscher
- Clara Brockmann (1883–1955), deutsche Schriftstellerin

### D
- Dirk Brockmann (* 1969), deutscher Physiker und Hochschullehrer, insbes. epidemiologische Modellierung
- Doris Brockmann (* 1958), deutsche Schriftstellerin
- Dorothea Brockmann (1899–1983), deutsche Benediktinerin

### E
- Elfi Marten-Brockmann, deutsche Journalistin und Fernsehmoderatorin in der ARD
- Elisabeth Brockmann (* 1955), deutsche Künstlerin
- Ernst Friedrich Brockmann (1920–1978), deutscher Architekt, Grafiker und Bildhauer
- Eva Brockmann (* 1999), Winzerin, 75. Deutsche Weinkönigin

### F
- Franz Karl Brockmann (1745–1812), österreichischer Schauspieler und Theaterdirektor
- Friedrich Brockmann (1809–1886), deutscher Maler und Fotograf
- Friedrich Brockmann (1903–1966), deutscher Journalist und Politiker, siehe Rudolf Herrnstadt
- Fritz Brockmann (1937–2013), deutscher Maler, Grafiker und Objektkünstler

### G
- Georg Brockmann (1723–1800), deutscher evangelisch-lutherischer Theologe
- Gerd Brockmann (* 1951), deutscher Politiker und Verwaltungsbeamter
- Gottfried Brockmann (1903–1983), deutscher Künstler
- Günther Brockmann (1931–2018), deutscher Numismatiker

### H
- Hans Brockmann (Schauspieler) (1893–1982), deutscher Schauspieler
- Hans Brockmann (Chemiker, 1903) (1903–1988), deutscher Chemiker
- Hans Brockmann (Chemiker, 1936) (1936–2019), deutscher Chemiker
- Hans Brockmann (Produzent), deutscher Filmproduzent
- Heinrich Brockmann (1820–1858), deutscher Arzt
- Heinrich Brockmann-Jerosch (1879–1939), Schweizer Botaniker und Pflanzensoziologe
- Heinz-Wilhelm Brockmann (* 1947), deutscher Politiker (CDU)
- Henry Meyer-Brockmann (1912–1968), deutscher Zeichner, Illustrator und Karikaturist
- Hermann Brockmann (1892–1953), deutscher Politiker
- Hermanus Brockmann (1871–1936), niederländischer Ruderer
- Hilke Brockmann (* 1965), deutsche Soziologin

### I
- Ina Brockmann (* 1965), deutsche Autorin, Filmemacherin und Ausstellungsproduzentin

### J
- Jenny Brockmann (* 1976), deutsche Bildende Künstlerin
- Jens-Christoph Brockmann (* 1987), deutscher Politiker (AfD)
- Jochen Brockmann (1919–1990), deutscher Schauspieler
- Johann Franz Brockmann (1745–1812), österreichischer Schauspieler
- Johann Heinrich Brockmann (1767–1837), deutscher katholischer Theologe, Geistlicher und Hochschullehrer
- Johannes Brockmann (1888–1975), deutscher Politiker (ZENTRUM)
- Josef Müller-Brockmann (1914–1996), Schweizer Grafikdesigner, Typograph, Autor und Lehrer
- Joseph Brockmann (1890–1975), deutscher römisch-katholischer Priester
- Julius von Raatz-Brockmann (1870–1944), deutscher Konzertsänger und Gesangspädagoge

### K
- Karl Brockmann (1854–1932), Maschinenbauingenieur und Gestalter
- Karl Brockmann (1887–1958), deutscher Leichtathlet, siehe Carl Brockmann
- Karsten Brockmann (* 1966), deutscher Kommunalpolitiker
- Katrin Brockmann (* 1972), deutsche Schauspielerin

### L
- Lambert Brockmann (1875–1947), deutscher Politiker (Zentrum)
- Leonhard Brockmann (1935–2015), hessischer Landtagsabgeordneter (CDU)
- Ludwig Brockmann (1847–1921), deutscher Architekt und Immobilien-Taxator

### M
- Malte Abelmann-Brockmann (* 1995), deutscher Handballspieler
- Marie Brockmann-Jerosch (1877–1952), Schweizer Geologin und Botanikerin
- Matthias Brockmann (* 1944), deutscher Autor
- Miguel d’Escoto Brockmann (1933–2017), nicaraguanischer Politiker, Diplomat und Priester

### P
- Paul Brockmann (1896–1944), deutscher Widerstandskämpfer gegen den Nationalsozialismus
- Peter Brockmann (?–1869), deutscher Maler

### R
- Reiner Brockmann (1609–1647), deutschbaltischer Pfarrer, Dichter und Übersetzer, siehe Reiner Brocmann
- Rudolf Brockmann (Politiker, 1761) (1761–1814), deutscher Gutsbesitzer und Abgeordneter
- Rudolf Brockmann (Politiker, 1821) (1821–1897), deutscher Kaufmann und Abgeordneter

### S
- Siegfried Brockmann (* 1959), deutscher Leiter der Unfallforschung der Versicherer (UDV) im Gesamtverband der Deutschen Versicherungswirtschaft (GDV)
- Steffen Brockmann (* 1974), deutscher Basketballtrainer

### T
- Tessa Johanna Brockmann (* 2005), deutsche Tennisspielerin
- Theodor Brockmann (Politiker) (1826–1905), deutscher Kaufmann, Mitglied des Kurhessischen Kommunallandtags
- Theodor Brockmann (Verwaltungsjurist) (1914–1994), deutscher Verwaltungsjurist
- Therese Brockmann (1738–1793), österreichische Theaterschauspielerin, siehe Therese Bodenburg
- Thomas Brockmann (* 1960), deutscher Historiker, Kirchenhistoriker und Hochschullehrer
- Tim Brockmann (* 1977), deutscher Politiker

### V
- Victoria Abelmann-Brockmann (* 1993), deutsche Schauspielerin
- Volker Brockmann (* 1952), deutscher Politiker (SPD)

### W
- Waldemar Brockmann (* 1920), deutscher Fußballspieler und Trainer
- Walter Brockmann (1939–2011), deutscher Ingenieur, Materialwissenschaftler und Hochschullehrer
- Werner Brockmann (1908–vermisst 1943), deutscher Pfarrer und Mitglied der Bekennenden Kirche
- Wilhelm Brockmann (1863–1935), deutscher Lehrer, Chorleiter und Mundartdichter
- Willi Brockmann (1924–2001), deutscher Ingenieur
- Willibert Brockmann (1925–1986), deutscher Politiker, Bremer Bürgerschaftsabgeordneter (SPD)